# Hermann Lüdemann (Politiker)

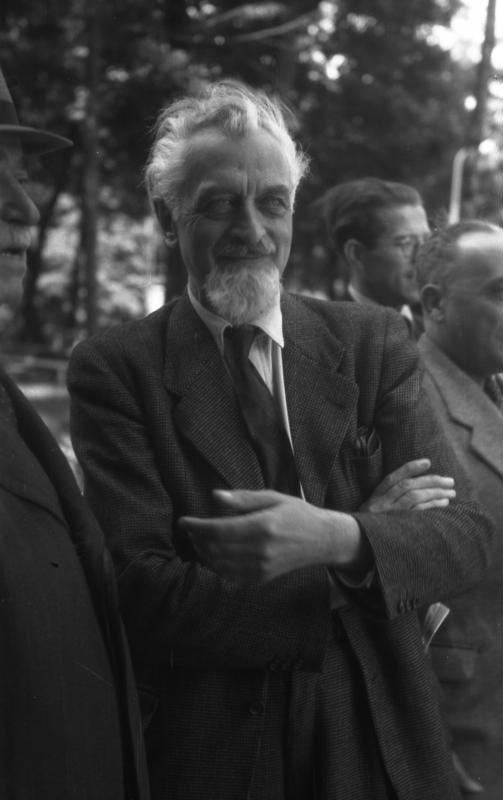
Hermann Lüdemann während der Rittersturz-Konferenz (1948)

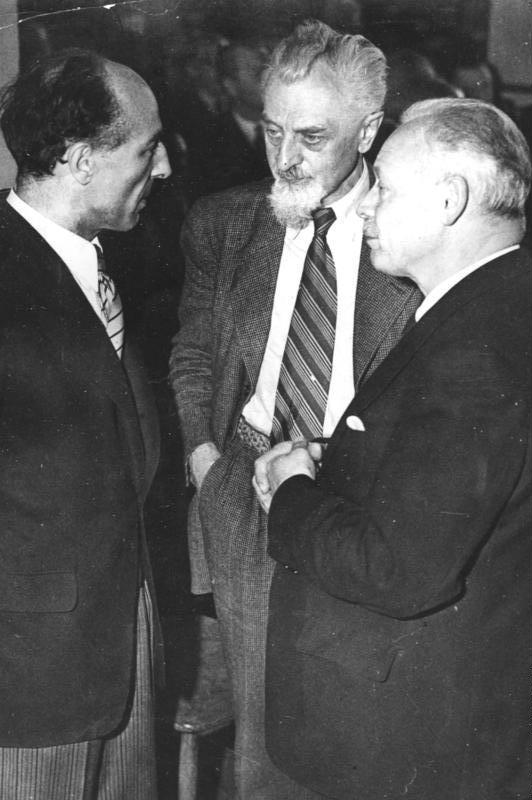
Hermann Lüdemann (Mitte) auf einer Sitzung des Bi-Zonenrates (1947)

Hermann Lüdemann (* 5. August 1880 in Lübeck; † 27. Mai 1959 in Kiel) war ein deutscher Politiker (SPD). Er war von 1947 bis 1949 Ministerpräsident des Landes Schleswig-Holstein.

## Leben

### Ausbildung und Beruf
Lüdemann besuchte die Real- und die Gewerbeschule. Danach besuchte er die Ingenieurschule und eine Technische Hochschule. Dann absolvierte er eine dreijährige Maschinenbaulehre. Er fuhr anschließend als Maschinist zu See und war daraufhin sechs Jahre als Ingenieur tätig.
Von 1905 bis 1912 war Lüdemann Geschäftsführer des Bundes der technischen Angestellten und Beamten. Dem schloss sich eine Tätigkeit als freier Schriftsteller an. 1915 wurde er dann Stellvertretender Abteilungsleiter bei der Zentral-Einkaufs-Gesellschaft der deutschen Genossenschaften (ZEG). Von 1919 bis 1920 war er als Referent im Reichsministerium für Arbeit tätig. Von 1922 bis 1927 arbeitete er als Bezirksgeschäftsführer im Verband sozialer Baubetriebe.
Nach der Machtübernahme Hitlers wurde Lüdemann Ende 1933 aus dem Staatsdienst entlassen. Bis 1935 befand er sich in „Schutzhaft“ und wurde in den Konzentrationslagern Dürrgoy, Esterwegen und Lichtenburg gefangengehalten. Von 1936 bis 1944 war Lüdemann dann Geschäftsführer eines Filmtheaters. Zu dieser Zeit pflegte er Kontakte zu Julius Leber, Carlo Mierendorff und Wilhelm Leuschner. Im Frühjahr 1944 traf er Carl Goerdeler zu Gesprächen und war im Schattenkabinett Beck/Goerdeler für den Fall eines gelungenen Staatsstreiches als Politischer Beauftragter im Wehrkreis IX (Hannover) eingeplant. Nach dem Attentat vom 20. Juli 1944 wurde er im Rahmen der Aktion Gitter erneut inhaftiert, aber am 28. Januar 1945 vor dem Volksgerichtshof wegen erlittener Misshandlungen freigesprochen. Trotz des Freispruchs blieb er bis Kriegsende im KZ Sachsenhausen inhaftiert, wo er von Soldaten der Roten Armee befreit wurde.
Nach dem Ende des Zweiten Weltkriegs wurde er im Dezember 1945 Mitarbeiter in der staatlichen Brennstoffwirtschaft.

### Politische Stationen
Lüdemann schloss sich 1908 der Demokratischen Vereinigung an, wechselte jedoch nach deren mäßigen Abschneiden bei der Reichstagswahl 1912 zur SPD. Von 1915 bis 1922 war er Stadtverordneter in Berlin. 1918/19 war er Vorsitzender der SPD-Fraktion im Arbeiter- und Soldatenrat der Reichshauptstadt. 1919 war er Mitglied in der verfassunggebenden preußischen Landesversammlung und von 1921 bis 1929 Mitglied des preußischen Landtags. Vom 29. März 1920 bis zum 21. April 1921 war er Preußischer Staatsminister der Finanzen in der von Otto Braun geführten Landesregierung.
1927 wurde er zum Regierungspräsidenten von Lüneburg und 1928 schließlich zum Oberpräsidenten der Provinz Niederschlesien ernannt. Dieses Amt behielt er bis zum im Juli 1932 von Reichskanzler Franz von Papen initiierten „Preußenschlag“. Danker und Lehmann-Himmel charakterisieren ihn in ihrer Studie über das Verhalten und die Einstellungen der Schleswig-Holsteinischen Landtagsabgeordneten und Regierungsmitglieder der Nachkriegszeit in der NS-Zeit als Widerstandsleistenden und somit „oppositionell gemeinschaftsfremd“.
Von Juli bis Dezember 1945 war er Landesgeschäftsführer der SPD in Mecklenburg und von April bis Oktober 1946 Parteisekretär der SPD in Berlin.
Von 1946 bis 1958 war Lüdemann Mitglied des Landtags von Schleswig-Holstein.
Am 23. November 1946 wurde er als Innenminister und Stellvertreter des Ministerpräsidenten in die von Ministerpräsident Theodor Steltzer geführte Landesregierung von Schleswig-Holstein berufen (Kabinett Steltzer II).
Nach der ersten Landtagswahl 1947 wurde er dann am 29. April 1947 selbst zum Ministerpräsidenten des Landes Schleswig-Holstein gewählt (Kabinett Lüdemann); bis zum 6. November 1947 leitete er zusätzlich das Innenministerium. Sein Nachfolger als Ministerpräsident wurde am 29. August 1949 Bruno Diekmann.
Seit 1951 war er Mitglied im Landesvorstand der SPD in Schleswig-Holstein.
Hermann Lüdemann war zweimal verheiratet und hatte drei Töchter.

## Ehrungen
- 1953: Großkreuz der Bundesrepublik Deutschland